# Kung Caspian och skeppet Gryningen
Kung Caspian och skeppet Gryningen (originaltitel: The Voyage of the Dawn Treader), är den femte boken i C.S. Lewis serie om landet Narnia. Boken skrevs 1952, alltså den tredje boken om man ser efter den ordning de skrevs.

## Handling
Boken handlar om när Lucy och Edmund, tillsammans med sin kusin Eustace, återigen är i landet Narnia. Denna gång för att hjälpa kung Caspian (från Caspian, prins av Narnia) att hitta sju riddare. För att hitta dem måste de segla långt, långt ut på havet. Lucy, Edmund och Eustace kom till Narnia genom en tavla. En i besättningen är mössens hövding, Ripipip, som till en början bråkar mycket med Eustace. De passerar många öar och upplever många äventyr, till exempel blir de kidnappade av slavhandlare. Kaptenen på båten Gryningen heter Drinian, en trogen vän till Caspian.

## Filmatiseringar
- 1989 – Narnia: Kung Caspian och skeppet Gryningen
- 2010 – Berättelsen om Narnia: Kung Caspian och skeppet Gryningen